# Enzo Basilio
Enzo Basilio (Digione, 3 ottobre 1994) è un calciatore francese, portiere del Nancy.

## Carriera
Cresciuto nel settore giovanile del Digione, ha esordito in prima squadra il 25 agosto 2015, nella partita di Coppa di Lega vinta per 2-0 contro il Metz. Il 5 luglio 2016 viene ceduto a titolo temporaneo al Quevilly-Rouen, con cui conquista la promozione in Ligue 2; il 7 giugno 2017 si trasferisce, sempre in prestito, al Rodez. Il 26 maggio 2018 viene tesserato dal Concarneau, con cui firma un biennale; dopo aver trascorso due stagioni da titolare con la squadra bretone, il 30 maggio 2020 passa al Guingamp, con cui si lega fino al 2023. Il 17 settembre 2021 prolunga per un altro anno con il club rossonero.

## Statistiche

### Presenze e reti nei club
Statistiche aggiornate al 22 novembre 2022.
| Stagione          | Squadra           | Campionato        | Campionato | Campionato | Coppe nazionali | Coppe nazionali | Coppe nazionali | Coppe continentali | Coppe continentali | Coppe continentali | Altre coppe | Altre coppe | Altre coppe | Totale | Totale |
| Stagione          | Squadra           | Comp              | Pres       | Reti       | Comp            | Pres            | Reti            | Comp               | Pres               | Reti               | Comp        | Pres        | Reti        | Pres   | Reti   |
| ----------------- | ----------------- | ----------------- | ---------- | ---------- | --------------- | --------------- | --------------- | ------------------ | ------------------ | ------------------ | ----------- | ----------- | ----------- | ------ | ------ |
| 2015-2016         | Digione           | L2                | 0          | 0          | CF+CdL          | 2+2             | -2 + -3         | -                  | -                  | -                  | -           | -           | -           | 4      | -5     |
| 2016-2017         | Quevilly-Rouen    | CN                | 2          | -3         | CF              | 0               | 0               | -                  | -                  | -                  | -           | -           | -           | 2      | -3     |
| 2017-2018         | Rodez             | CN                | 31         | -32        | CF              | 1               | -1              | -                  | -                  | -                  | -           | -           | -           | 32     | -33    |
| 2018-2019         | Concarneau        | CN                | 34         | -43        | CF              | 3               | -4              | -                  | -                  | -                  | -           | -           | -           | 37     | -47    |
| 2019-2020         | Concarneau        | CN                | 25         | -25        | CF              | 1               | -2              | -                  | -                  | -                  | -           | -           | -           | 26     | -27    |
| Totale Concarneau | Totale Concarneau | Totale Concarneau | 59         | -68        |                 | 4               | -6              |                    | -                  | -                  |             | -           | -           | 63     | -74    |
| 2020-2021         | Guingamp          | L2                | 32         | -36        | CF              | 0               | 0               | -                  | -                  | -                  | -           | -           | -           | 32     | -36    |
| 2021-2022         | Guingamp          | L2                | 32         | -41        | CF              | 0               | 0               | -                  | -                  | -                  | -           | -           | -           | 32     | -41    |
| 2022-2023         | Guingamp          | L2                | 15         | -19        | CF              | 0               | 0               | -                  | -                  | -                  | -           | -           | -           | 15     | -19    |
| Totale Guingamp   | Totale Guingamp   | Totale Guingamp   | 79         | -96        |                 | 0               | 0               |                    | -                  | -                  |             | -           | -           | 79     | -96    |
| Totale carriera   | Totale carriera   | Totale carriera   | 171        | -199       |                 | 9               | -12             |                    | -                  | -                  |             | -           | -           | 180    | -211   |